# Kaye Crest
Kaye Crest är en bergstopp i Antarktis. Den ligger i Östantarktis. Norge gör anspråk på området. Toppen på Kaye Crest är 1 840 meter över havet.
Terrängen runt Kaye Crest är varierad. Trakten är obefolkad. Det finns inga samhällen i närheten. 